# Essa

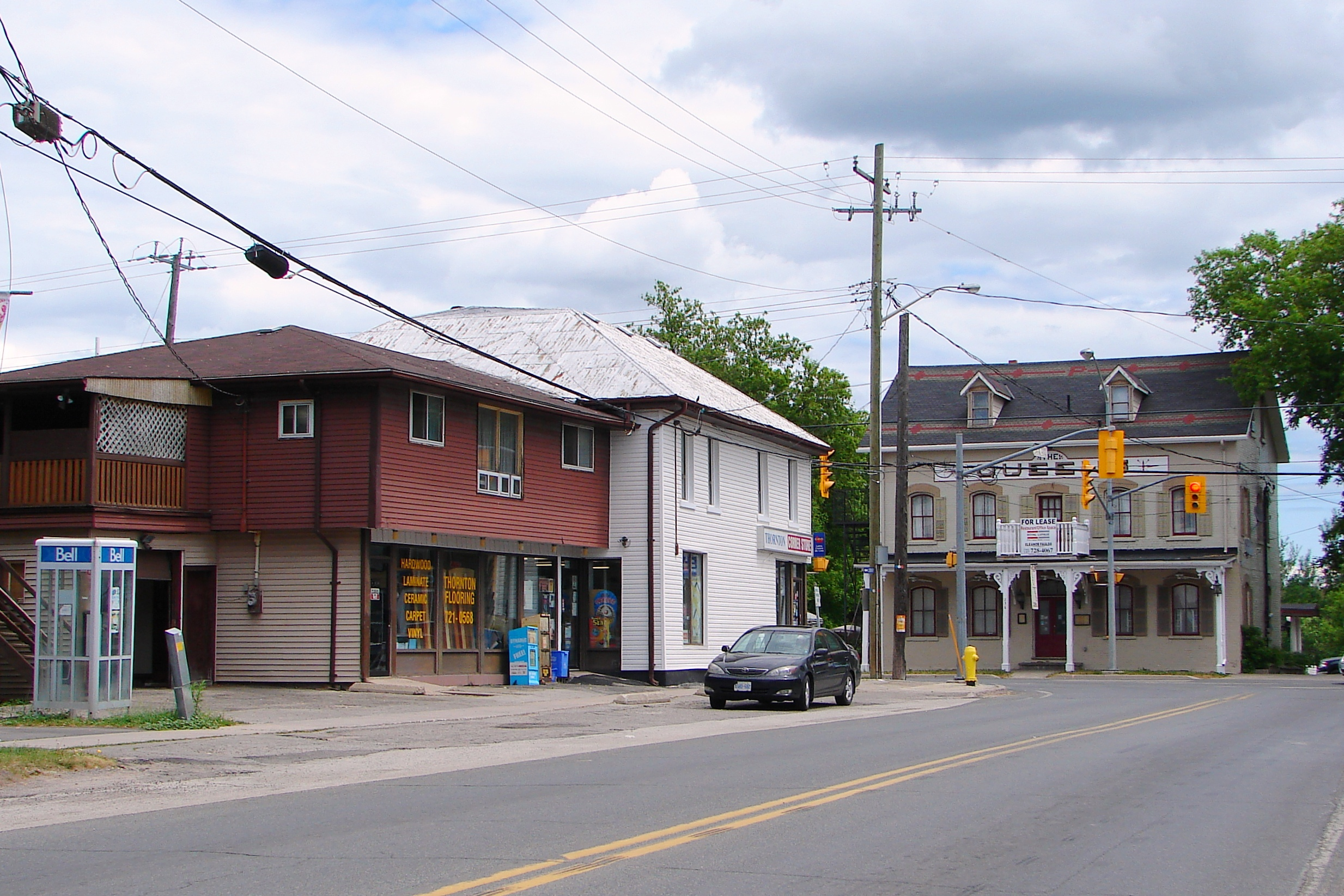
Thornton

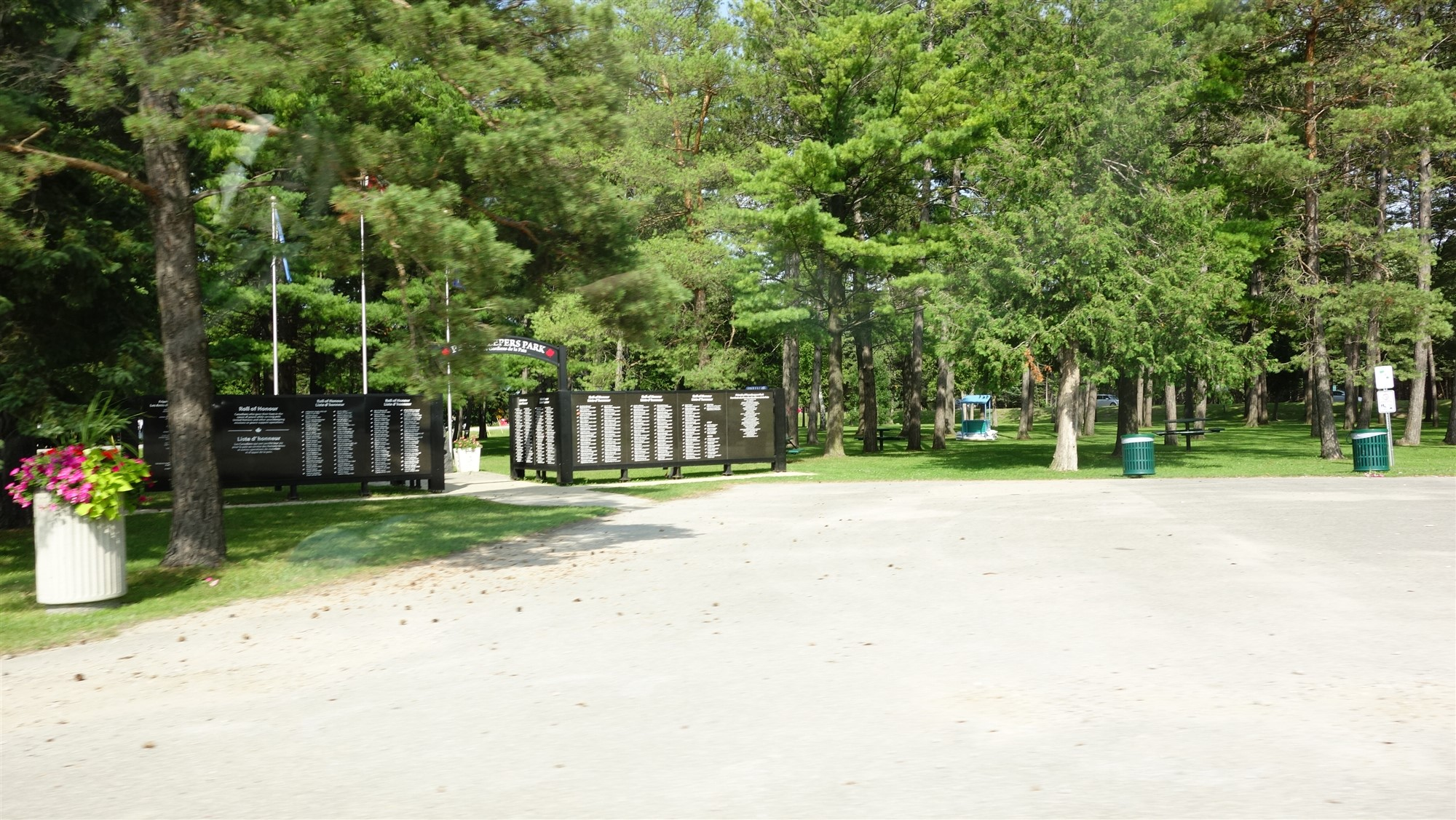
Peacekeepers Park, Angus

Essa es un municipio de Ontario, Canadá, al oeste y al sur de la ciudad de Barrie, en el condado de Simcoe. Limita al norte con la carretera del condado 90, al este con la carretera del condado 27 y al sur con la carretera de Ontario 89. El municipio está a unos 100 kilómetros de Toronto, Canadá. El municipio es conocido por su industria agrícola, en particular el cultivo de patatas. La cercana CFB Borden también aporta una fuerte presencia militar a la zona, que incluye un elevado número de familias francófonas.

## Comunidades
Las principales comunidades de este municipio son Angus, Thornton y Baxter. Otras aldeas pequeñas son Cedargrove, Colwell, Egbert, Elmgrove, Hoe Doe Valley, Ivy, Utopia y West Essa.
Angus es la comunidad más grande del municipio de Essa, y el principal acceso a la vecina Base de las Fuerzas Canadienses Borden. Ofrece servicios como la Biblioteca Pública de Essa, escuelas primarias católicas y públicas, escuela secundaria pública, un pequeño centro comercial, muchas tiendas, una cámara de comercio y un centro de recreación. Angus se encuentra en la esquina noroeste del municipio de Essa. Ubicado en el distrito municipal 1 de Essa, el concejal del municipio de Angus es Pieter Kiezebrink.
Angus recibe su nombre en honor a Angus Morrison, exmiembro de la Asamblea Legislativa de Simcoe North.

## Residentes notables
La controvertida política Helena Guergis, exmiembro del parlamento de Simcoe—Grey, reside en Angus. Su primo David Guergis fue alcalde de Essa hasta 2010.

## Gobierno local
Essa está gobernada por un alcalde, un teniente de alcalde y tres concejales, uno de los cuales representa a cada una de las tres circunscripciones municipales. El alcalde de Essa representa a la ciudad en el Consejo del Condado de Simcoe. A partir de las elecciones de 2018, los miembros del consejo elegidos son:
Alcalde : Sandie MacDonald
Teniente de alcalde : Mike Smith
Concejales :
- Distrito 1: Pieter Kiezebrink
- Distrito 2: Henry Sander
- Distrito 3: Ron Henderson.

### Servicios de bomberos, salud y policía
El Departamento de Bomberos del municipio de Essa es un servicio de bomberos integrado por el jefe de tiempo completo, Doug Burgin, y el subjefe, Gary McNamara. Con 54 bomberos voluntarios en dos estaciones (Angus y Thornton).
El servicio de ambulancia está cubierto por la estación de servicio de paramédicos del condado de Simcoe en Angus.
La vigilancia en el municipio de Essa está cubierta por el destacamento Nottawasaga de la policía provincial de Ontario .

## Educación
El municipio de Essa tiene 4 escuelas primarias y un instituto: 
- Escuela primaria Angus Morrison (Angus)
- Escuela primaria de Pine River (Angus)
- Escuela pública central de Baxter (Baxter)
- Escuela católica Our Lady of Grace (Angus)
- Escuela Secundaria Nottawasaga Pines (Angus)

Estas escuelas están gestionadas por la Junta Escolar del Distrito del Condado de Simcoe y la Junta Escolar del Distrito Católico de Simcoe Muskoka. También hay dos escuelas francesas accesibles para los residentes de Essa, gestionadas por el Consejo Escolar Público Francés, Conseil Scolaire Viamonde. 
- Academie La Pinède (Borden)
- Ecole Secondaire Romeo Dallaire (Barrie)